# Office international Nansen pour les réfugiés
Het Office International Nansen pour les Réfugiés was een organisatie van de Volkenbond die van 1930 tot 1939 internationaal verantwoordelijk was voor vluchtelingen uit oorlogsgebieden. De organisatie won in 1938 de Nobelprijs voor de Vrede.

## Geschiedenis
Het Office International Nansen pour les Réfugiés werd in 1930 door de Volkenbond opgericht, kort na de dood van Fridtjof Nansen. De organisatie was bedoeld om Nansens werk op het gebied van internationale vluchtelingenhulp voort te zetten.
De organisatie moest materiële en politieke hulp bieden aan alle vluchtelingen. Voor vluchtelingen uit nazi-Duitsland en het door burgeroorlog verscheurde Spanje bleek deze hulp echter lastig, omdat maar weinig landen de vluchtelingen wilden accepteren. Ondanks deze problemen kreeg de organisatie in 1938 de Nobelprijs voor de Vrede. Omdat de organisatie echter kort daarna werd opgeheven, werd het prijsgeld in ontvangst genomen door een nieuwe vluchtelingenorganisatie van de Volkenbond.
1901: Dunant, Passy ·
1902: Ducommun, Gobat ·
1903: Cremer ·
1904: Institut de Droit International ·
1905: Von Suttner ·
1906: Roosevelt ·
1907: Moneta, Renault ·
1908: Arnoldson, Bajer ·
1909: Beernaert, Balluet d'Estournelles de Constant ·
1910: IPB ·
1911: Asser, Fried ·
1912: Root ·
1913: La Fontaine ·
1917: ICRC ·
1919: Wilson ·
1920: Bourgeois ·
1921: Branting, Lange ·
1922: Nansen ·
1925: Chamberlain, Dawes ·
1926: Briand, Stresemann ·
1927: Buisson, Quidde ·
1929: Kellogg ·
1930: Söderblom ·
1931: Addams, Butler ·
1933: Angell ·
1934: Henderson ·
1935: Von Ossietzky ·
1936: Lamas ·
1937: Cecil ·
1938: Office international Nansen pour les réfugiés ·
1944: ICRC ·
1945: Hull ·
1946: Balch, Mott ·
1947: Friends Service Council, American Friends Service Committee ·
1949: Orr ·
1950: Bunche ·
1951: Jouhaux ·
1952: Schweitzer ·
1953: Marshall ·
1954: Hoog Commissariaat voor de Vluchtelingen (UNHCR) ·
1957: Pearson ·
1958: Pire ·
1959: Noel-Baker ·
1960: Luthuli ·
1961: Hammarskjöld ·
1962: Pauling ·
1963: ICRC, IFRC ·
1964: King ·
1965: UNICEF ·
1968: Cassin ·
1969: Internationale Arbeidsorganisatie ·
1970: Borlaug ·
1971: Brandt ·
1973: Kissinger, Lê Đức Thọ ·
1974: MacBride, Satō ·
1975: Sacharov ·
1976: Williams, Corrigan ·
1977: Amnesty International ·
1978: Sadat, Begin ·
1979: Moeder Teresa ·
1980: Esquivel ·
1981: Hoog Commissariaat voor de Vluchtelingen (UNHCR) ·
1982: Myrdal, Robles ·
1983: Wałęsa ·
1984: Tutu ·
1985: IPPNW ·
1986: Wiesel ·
1987: Arias ·
1988: VN-vredesmacht ·
1989: Gyatso ·
1990: Gorbatsjov ·
1991: Suu Kyi ·
1992: Menchú ·
1993: Mandela, De Klerk ·
1994: Arafat, Peres, Rabin ·
1995: Rotblat, Pugwash Conferences on Science and World Affairs ·
1996: Ximenes Belo, Ramos-Horta ·
1997: ICBL, Williams ·
1998: Hume, Trimble ·
1999: AzG ·
2000: Dae-jung ·
2001: VN, Annan ·
2002: Carter ·
2003: Ebadi ·
2004: Maathai ·
2005: IAEA, El-Baradei ·
2006: Grameen Bank, Yunus ·
2007: Gore, IPCC ·
2008: Ahtisaari ·
2009: Obama ·
2010: Liu ·
2011: Johnson Sirleaf, Gbowee, Karman ·
2012: Europese Unie ·
2013: OPCW ·
2014: Satyarthi, Yousafzai ·
2015: Kwartet voor Nationale Dialoog in Tunesië ·
2016: Santos ·
2017: ICAN ·
2018: Mukwege, Murad Basee ·
2019: Ahmed ·
2020: Wereldvoedselprogramma ·
2021: Ressa, Moeratov ·
2022: Bjaljazki, Memorial, Centrum voor Burgerlijke Vrijheden ·
2023: Mohammadi ·
2024: Nihon Hidankyo